# Salz-Schlickgras
Das Salz-Schlickgras (Spartina anglica C.E Hubb., Syn.: Sporobolus anglicus (C.E.Hubb.) P.M.Peterson & Saarela), auch als Englisches Schlickgras bezeichnet, ist eine fruchtbare (fertile) Hybride. Sie gehört zur Familie der Süßgräser (Poaceae). Ursprünglich ausschließlich verbreitet (endemisch) in süd-mittelbritischen Uferregionen wurde sie an vielen Küsten als Sand- und Schlickfänger gepflanzt und breitet sich seitdem stark aus. Als sogenannte invasive Art besitzt sie eine Vielzahl von direkten und indirekten ökologischen Auswirkungen auf andere Arten, Lebensgemeinschaften oder Biotope im Lebensraum Wattenmeer.

## Taxonomie, Herkunft und Ausbreitungswege
Die Hybriden Spartina × townsendii und Spartina anglica sind in an der englischen Kanalküste entstanden. Während die Elternart Spartina alterniflora (2n = 62) aus Nordamerika stammt, ist Spartina maritima (2n = 60) in Süd-England heimisch. Aus den genannten Arten ist zunächst die unfruchtbare (sterile) Hybride Spartina × townsendii (2n = 61) entstanden, die wiederum durch Chromosomenverdopplung (Autopolyploidisierung) zu Spartina anglica (2n = 122) wurde.
Spartina alterniflora wurde erstmals 1816 in Süd-England entdeckt. Wahrscheinlich wurden die Samen im Ballastwasser von Schiffen an die englische Küste eingeschleppt. 1870 wurde dort die sterile Hybride Spartina × townsendii gefunden. 1892 wurde erstmals eine neue fertile Schlickgrasart beschrieben, welche später den Namen Spartina anglica erhielt.
Im Wattenmeer wurden Anpflanzungen mittels Rhizomteilen des Salz-Schlickgrases zur gezielten Landgewinnung durchgeführt. Diese wurden erstmals 1924 von England in die Niederlande importiert, 1927 nach Deutschland und 1931 nach Dänemark. Von diesen Anpflanzungen ausgehend breitete sich das Schlickgras selbständig über verdriftete Rhizomteile und Samen aus. Ihre heutige Verbreitung ist damit eine Kombination aus anthropogener und natürlicher Ausbreitung. Das Taxon gilt als ein Musterbeispiel für die schnelle, rezente Evolution von Arten.

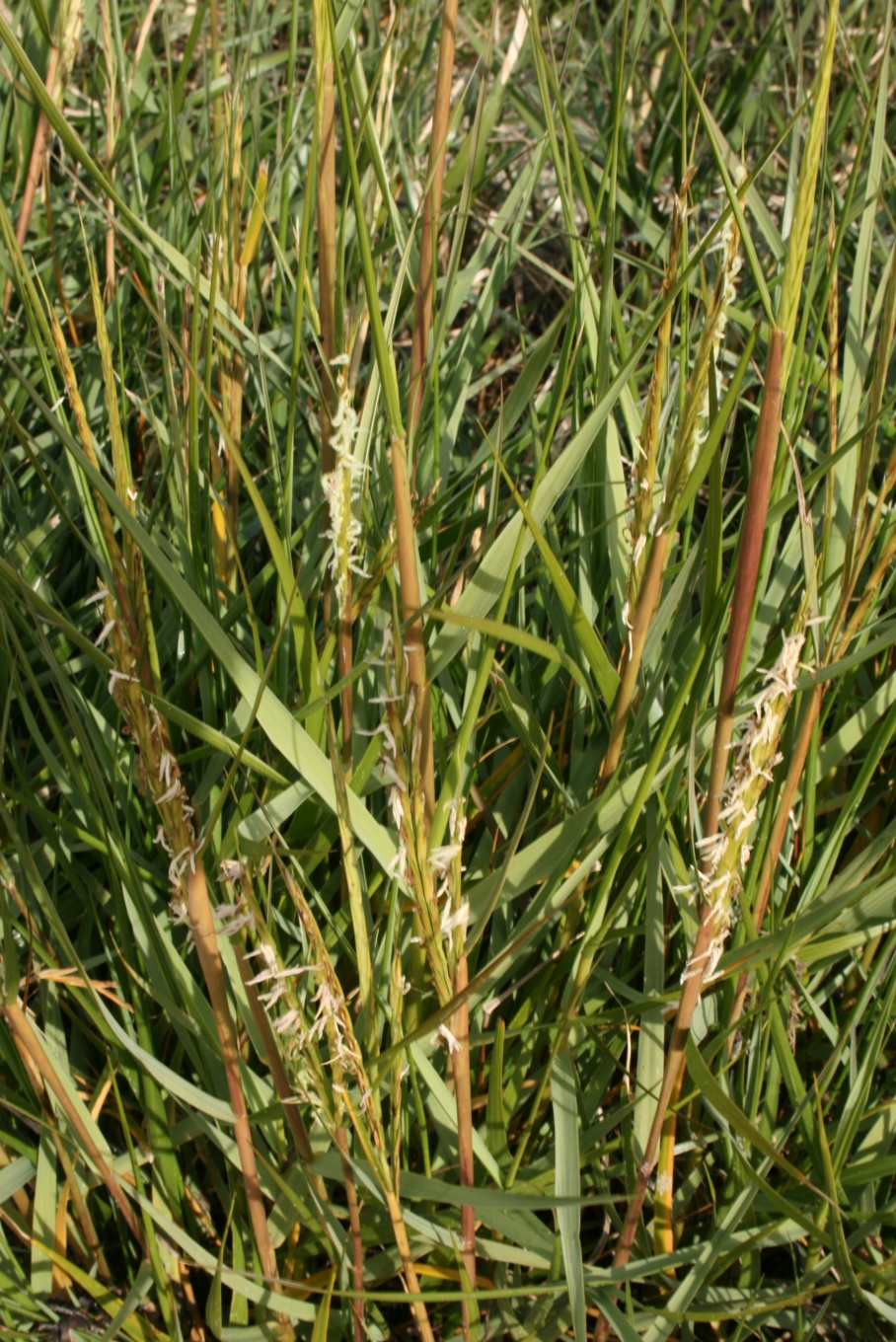
Salz-Schlickgras (Spartina anglica)

## Verbreitung und Lebensraum
Das Salz-Schlickgras kommt im gesamten Gezeitenbereich des Wattenmeeres (Niederlande, Deutschland, Dänemark) vereinzelt bis verbreitet vor. Sein Hauptvorkommen befindet sich entlang der Festlandsküste sowie auf den Inseln jeweils auf den dem Festland zugewandten Seiten. Es ist ursprünglich in England beheimatet, kommt aber als Neophyt in Irland, Nordfrankreich, Belgien bis Dänemark, Neuseeland, Australien, China und in den USA in den Bundesstaaten Washington und Kalifornien vor.
Das Schlickgras kann wegen seiner hohen Überflutungs- und Salztoleranz am weitesten meerseits der Mittelwasserlinie (MThw) wachsen und kommt hier in der Quellerzone vor. In Bereichen mit sehr ruhigem Wasser kann es dichte geschlossene Bestände aufbauen, bei Wellenschlag entstehen nur kleinere Flächen oder nur einzelne Horste. Landseits dringt es auch in Salzwiesen und in Ästuare ein. Wegen seines Vorkommens in naturnaher Vegetation gilt es als Agriophyt. Das Salz-Schlickgras ist eine Charakterart des Spartinetum anglicae aus dem Verband Spartinion, kommt aber auch im Puccinellietum maritimae aus dem Verband Puccinellion maritimae vor.

## Beschreibung
Das Salz-Schlickgras ist eine ausdauernde, krautige Wasserpflanze mit Überwinterungsknospen unter Wasser (Hydrophyt), die Wuchshöhen zwischen 30 und 130 cm erreicht und in dichten Horsten mit dicken, fleischigen Rhizomen wächst.
Die kahlen Halme sind in der ganzen Länge von Blattscheiden umgeben. Das Blatthäutchen (Ligula) ist durch einen Kranz seidiger, etwa 2 mm langer Haare ersetzt. Die graugrünen Blattspreiten werden 8 bis 50 cm lang und 6 bis 15 mm breit. Sie wachsen steil aufrecht und sind in eine sehr dünne, harte Spitze ausgezogen. Die Oberseiten sind stark gerippt und die Ränder sind scharfkantig rau.
Die Rispen aus zwei bis neun ährenartig aufgebauten Ästen sind gelbgrün, bis 20 cm lang, aufrecht und zusammengezogen. Die Staubbeutel mit fertilem Pollen sind 8 bis 12 mm lang. Die Blütezeit reicht von Juli bis Oktober. Vom sterilen Townsends Schlickgras (Spartina × townsendii) ist das Salz-Schlickgras anhand der Gestalt der Früchte, eine Karyopse, und der längeren Staubbeutel (5 bis 8 mm) mit sterilem Pollen zu unterscheiden.

## Biologie und Ökologie
Das Salz-Schlickgras ist eine Pionierpflanze. Es vermehrt sich über Rhizomfragmente und Samen, die über das Wasser verbreitet werden. Über Sprossungen entstehen aus Einzelpflanzen sehr dichte und gegen mechanische Wirkungen sehr widerstandsfähige Horste. Die Salzausscheidung durch Salzdrüsen ist bei dieser Salzpflanze (Halophyt) sehr effektiv. Eine Salzdrüse besteht beim Salz-Schlickgras lediglich aus zwei Zellen. Zum einen ist eine große Basalzelle vorhanden. Sie grenzt mit ihrer Zellwand direkt an die Nachbarzellen des Blattgewebes. Eine trennende Kutikula ist nicht vorhanden. Bei der anderen Zelle handelt es sich um die kleinere Sekretionszelle. Man vermutet, dass hier überwiegend Natrium-Ionen ausgeschieden werden. Die Blätter sind durch Kieselsäureeinlagerung sehr widerstandsfähig. An ihrer gefurchten Oberfläche bildet sich bei Überflutung ein Luftfilm, der den Gasaustausch im untergetauchten Zustand erleichtert. Dadurch kann das Schlickgras Überflutungen bis zu 16 Stunden tolerieren.

## Status und Auswirkungen der Ausbreitung
Die World Conservation Union (IUCN) hat Spartina anglica in ihre Liste der „100 of the World´s Worst Invasive Alien Species“ aufgenommen. Das Bundesamt für Naturschutz (BfN) führt das Gras in der Liste der in Deutschland vorkommenden invasiven Arten. Hier sind derzeit insgesamt 32 Arten gelistet. Die Ausbreitung des Salz-Schlickgrases hat vielfältige Auswirkungen.

### Ökologische Auswirkungen
Das Salz-Schlickgras besitzt eine Vielzahl an ökologischen Auswirkungen im Wattenmeer. Dazu gehört die Etablierung einer „neuen“ Pflanzengesellschaft – die Schlickgrasgesellschaft des Spartanietum anglicae. Diese ist eine ausdauernde und sehr
artenarme Initialgesellschaft des Wattenmeeres.
Die Ansiedlung des Salz-Schlickgrases ist mit der Verdrängung weniger konkurrenzkräftiger Arten sowie mit nachteiligen Folgen für Bodenlebewesen und Mikrofauna aufgrund des dichten Wurzelwerkes (Verlust von Lebensräumen) verbunden. Es ersetzt die Bestände des Schlickwatt-Quellers (Salicornia stricta) in der Quellerzone (Salicornietum), der auf naturnahen und natürlichen Standorten des Küstengewässers zu finden ist. Schwerer wiegt das Eindringen des Schlickgrases in Salzwiesen. Durch seinen hohen und dichten Wuchs verdrängt es die Salzwiesenpflanzen in der Andelzone (Puccinellietum maritimae). Andelrasen können durch das Schlickgras feuchter werden, weil es den Abfluss des Wassers behindert.
Seine große Biomasse geht fast nur als Detritus in die Nahrungskette ein. Für Regenpfeiferartige (Limikolen oder Watvögel) gehen auf offenen Wattflächen wertvolle Nahrungsgründe verloren. Dies hat in Großbritannien zum Rückgang der Vogelpopulationen in Ästuaren um bis zu 50 % geführt. Besonders betroffen war der Alpenstrandläufer (Calidris alpina).

### Sedimentation und Erosion, ökonomische Auswirkungen
Das Schlickgras wurde ursprünglich zur Förderung der Landgewinnung (Festlegung des Sedimentes) an der Nordseeküste angepflanzt. Es erfüllte jedoch nicht die Erwartungen, da es keine ausreichend großen, geschlossenen Bestände bildet und sich in Bereiche ausgebreitet hat, in denen das Sediment bereits festgelegt war. Während geschlossene Bestände im Mittelwasserbereich die Sedimentation stark fördern können, führen Einzelhorste durch Strudelbildung zu lokalen Auskolkungen. Wie die Veränderungen von Sedimentation und Erosion auf den Küstenschutz wirken, ist insgesamt unklar, so dass die wirtschaftlichen Folgen nicht bilanzierbar sind.

### Menschliche Gesundheit

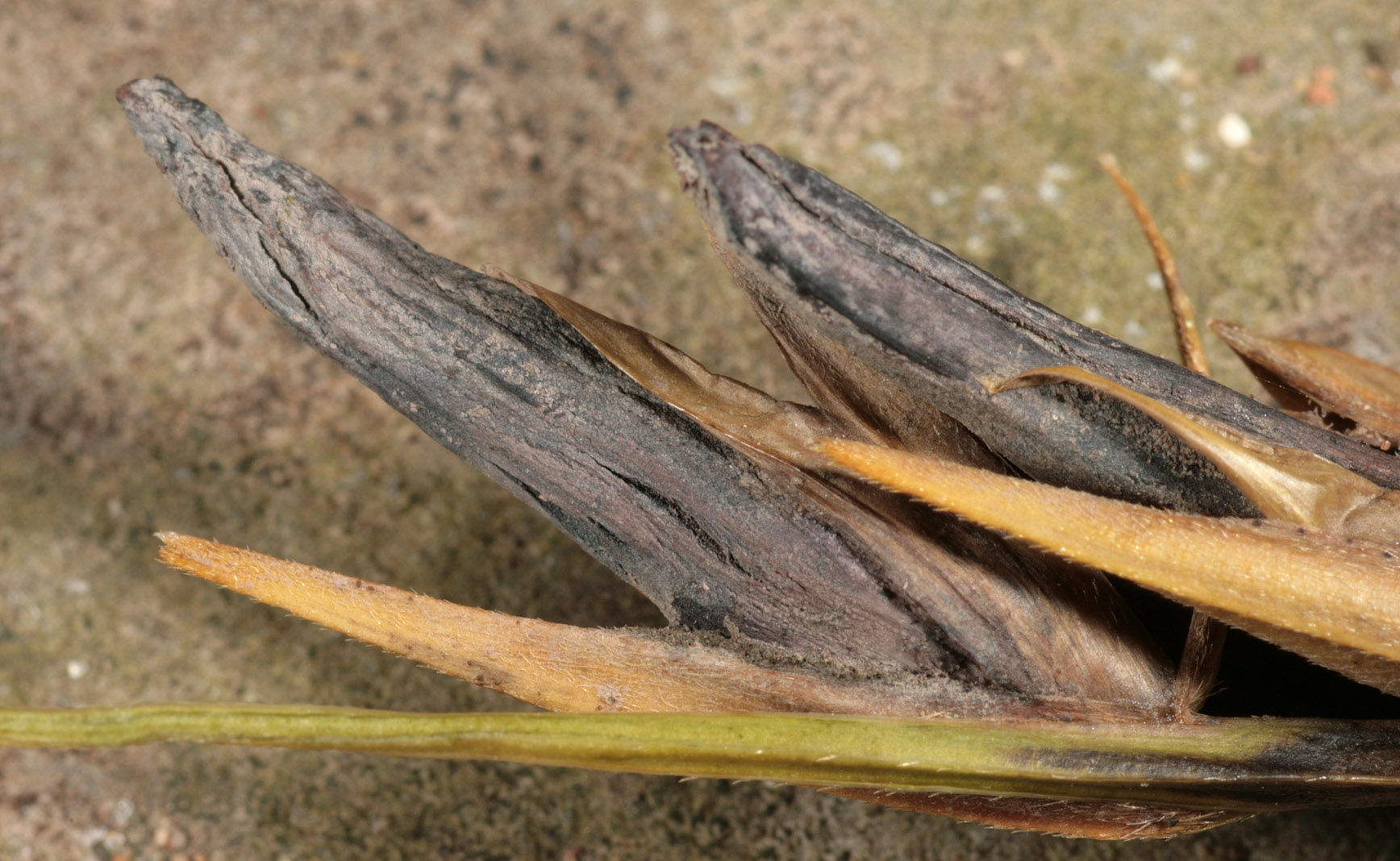
Mutterkorn auf Schlickgras

Die Pflanze ist, obwohl selbst ungiftig, ein Wirt für den Mutterkornpilz Claviceps purpurea. Jüngere Untersuchungen der Leibniz Universität Hannover zeigten für die Nordseeküste einen starken Befall der Rispen des Salz-Schlickgrases mit Claviceps purpurea. Die Überwinterungsorgane dieses Pilzes, die Mutterkorn  genannten Sklerotien, sind stark giftig und enthalten beim Schlickgras höhere Konzentrationen von Mutterkornalkaloiden als bei Getreide; bereits der Verzehr von einigen davon kann bei Kleinkindern zum Tode führen. Da das Schlickgras sich auch auf Weideflächen im gesamten Deichvorland ausgebreitet habe, könnten nach Auffassung einer Botanikerin der Universität Hannover auch Schafe und Hunde oder sogar Kinder betroffen sein. Die genaue Verbreitung ist noch nicht geklärt, in den Niederlanden und Dänemark wurde in den Schlickgrasbeständen jedoch ebenfalls Mutterkorn gefunden. Sprecher von Nationalparkverwaltung und Landwirtschaftskammer Niedersachsen halten eine Gefährdung von Menschen oder Tieren dagegen für unwahrscheinlich und sehen dafür bisher keine konkreten Anhaltspunkte. Der Befall sei bekannt und bislang auf den unteren Teil der Salzwiesen begrenzt, der als Naturschutzzone gilt.
Wattwanderer können sich schmerzhafte Schnittverletzungen an den scharfen Blättern zufügen.

### Gefahrenpotenzial und Maßnahmen
Weitere Folgen der Ausbreitung des Salz-Schlickgrases und deren Gefahren besonders für den Küstenschutz sind vielfach noch ungeklärt. Unbekannt sind auch die Auswirkungen der Infizierung des Schlickgrases mit dem Spartina mottle virus (SpMV) sowie mit dem Pilz Claviceps purpurea. Letztere hat in England zu einer Verringerung der Samenproduktion des Schlickgrases geführt.
In Deutschland wurden bisher keine Maßnahmen zur Bekämpfung durchgeführt, da die bisherigen Beobachtungen der Entwicklung der Bestände keine solchen rechtfertigen würden. Erfahrungen in anderen Ländern zeigen, dass kleine Bestände problemlos entfernt werden können. Aus England und den USA gibt es Erkenntnisse, wonach eine Mahd geeignet scheint, den Samenansatz und damit die weitere Ausbreitung zu verhindern. Auf lange Sicht soll das Schlickgras dadurch verdrängt werden. In Washington wurden Schlickgrasbestände nach dem Abmähen mit Folien abgedeckt. Nach ein bis zwei Vegetationsperioden waren die Pflanzen abgestorben. Das Ausreißen und Ausgraben des Grases scheint dagegen wenig erfolgversprechend, weil Rhizomfragmente im Boden bleiben und wieder austreiben. Es wird in Fachkreisen eine stärkere Beobachtung (Biomonitoring) der Entwicklung der Schlickgrasbestände diskutiert.

## Taxonomie
Das Salz-Schlickgras wurde 1978 von Charles Edward Hubbard in Botanical Journal of the Linnean Society, Band 76, S. 364 als Spartina anglica erstbeschrieben. Die Art wurde 2014 von Paul M. Peterson und Jeffery Michael Saarela in Taxon Band 63, Teil 6, S. 1236 als Sporobolus anglicus (C.E.Hubb.) P.M.Peterson & Saarela in die Gattung Sporobolus gestellt.

## Referenzen
- Informationen des Bundesamtes für Naturschutz (BfN): NeoFlora – Invasive und gebietsfremde Arten in Deutschland
- Stefan Nehring & Karl-Jürgen Hesse: Das Salz-Schlickgras Spartina anglica: Eine invasive Art im Nationalpark Wattenmeer (PDF; 231 kB). Poster präsentiert auf der BfN-Fachtagung Invasive Arten in Deutschland: Aktivitäten und Umsetzungsmöglichkeiten, 23.–24. Juni 2005, Göttingen

## Weiterführende Literatur
- Ingo Kowarik: Biologische Invasionen. Neophyten und Neozoen in Mitteleuropa. Ulmer, Stuttgart 2003, ISBN 3-8001-3924-3, S. 234ff.
- Stefan Nehring: Alien species in the North Sea. Invasion success and climate warming. In: Ocean Challenge. 13, 3, 2003, ISSN 0959-0161, S. 12–16.
- Karsten Reise: Das Schlickgras Spartina anglica. Die Invasion einer neuen Art. In: Jose L. Lozán, Eike Rachor, Karsten Reise, Jürgen Sündermann, Hein Westernhagen (Hrsg.): Warnsignale aus dem Wattenmeer. Wissenschaftliche Fakten. Blackwell, Berlin u. a., ISBN 3-8263-3025-0, S. 211–214 (Blackwell-Fachwissen).